# Vagina Dentata (película)
Vagina Dentata (en inglés: Teeth; tdl. ‘Dientes’ en español) es una película estadounidense de horror corporal de 2007 escrita y dirigida por Mitchell Lichtenstein. La película de humor negro es protagonizada por Jess Weixler y fue producida por Lichtenstein con un presupuesto de 2 millones de dólares. Se estrenó el 19 de enero de 2007 en el Festival de Cine de Sundance. Roadside Attractions se encargó de la distribución para un lanzamiento limitado en los Estados Unidos. A pesar de ser recibida de forma positiva por la crítica, la película tuvo en taquilla internacional $2,340,110, apenas recuperando su presupuesto. En Sundance, Weixler recibió el Gran Premio del Jurado como actriz.

## Argumento
Dawn O'Keefe (Jess Weixler), es la portavoz de un grupo cristiano de abstinencia llamado ''The Promise''. Asiste a grupos con sus dos amigas, Alisha (Julia Garro) y Phil (Adam Wagner). Una noche, después de dar un discurso sobre el anillo de pureza usado por los miembros del grupo, ella se le presenta a Tobey (Hale Appleman), al cual encuentra atractivo. Los cuatro comienzan a salir como un grupo. Dawn tiene fantasías sobre casarse con Tobey, pero después de reconocer la atracción, están de acuerdo en que no pueden pasar tiempo juntos. Poco después se rinden y se reúnen en un pozo local de natación. Tras nadar juntos, van a una cueva para calentarse y comienzan a besarse. Dawn se siente incómoda e intenta hacer que regresen, pero Tobey intenta violarla, ella entra en pánico y trata de rechazarlo pero recibe un golpe de Tobey que la tira al suelo. Mientras está aturdida, Tobey aprovecha la oportunidad para violarla. Dawn lucha y termina por arrancarle el pene a Tobey con su vagina. Dawn horrorizada tropieza y huye de la escena. Después de una reunión de Promise, conoce a su compañero de clase Ryan (Ashley Springer) en un baile; hablan, y él la deja en su casa.
Dawn deja caer su anillo de pureza de un acantilado y vuelve al agujero de la cueva. Ella grita horrorizada cuando ve un cangrejo de agua dulce arrastrándose sobre el pene de Tobey, pero decide investigar sobre la "vagina dentata" y se da cuenta de que esto puede ser lo que a ella le ocurre.
Visita a un ginecólogo, el Dr. Godfrey (Josh Pais), en un intento por descubrir lo que le está sucediendo. Pero el ginecólogo se aprovecha de ella con el pretexto de un examen, introduciendo su mano dentro de ella sin un guante, esta entra en pánico y su vagina muerde los cuatro dedos de la mano derecha del Dr. Godfrey. Dawn huye en bicicleta a su casa y de camino se encuentra con un policía que lleva el coche de Tobey junto con varios vehículos de la policía. La situación hace que ella decida volver a visitar la cueva para investigar. Cuando llega, ve a la policía levantando el cuerpo de Tobey, que presuntamente murió de conmoción en el agua. Mientras tanto, de vuelta en casa, su madre enferma Kim O'Keefe (Vivienne Benesch) se derrumba. El hermanastro de Dawn Brad (John Hensley) y su novia, Melanie (Nicole Swahn), escuchan su colapso, pero la ignoran y continúan teniendo relaciones sexuales mientras ella yace en el piso. La madre de Dawn es llevada al hospital. 
Dawn acude a Ryan en busca de ayuda, histérica sobre su encuentro con el médico y su madre. Ryan le da un sedante y la masturba con un vibrador. Aunque inicialmente teme que lo lastime, se da cuenta de que cuando está relajada y acepta la actividad sexual que tiene lugar, sus "dientes" no se contraen. A la mañana siguiente vuelven a tener relaciones sexuales, pero a mitad del coito llama el amigo de Ryan. Ryan se jacta con orgullo de que él y su amigo habían apostado a si podría tener relaciones sexuales con Dawn. En un ataque de ira, su vagina le muerde el pene, ella lo deja para llamar a su madre y pedir ayuda. Dawn descubre que su madre ha muerto, mientras ella y su padrastro Bill (Lenny Von Dohlen) intentaban expulsar a Brad, pero este puso a su perro sobre Bill y confiesa su amor por Dawn. Dawn se reúne con su padrastro y Melanie en el hospital y al escuchar de Melanie cómo Brad le dijo que ignorara los gritos de ayuda de su madre antes, Dawn con su poder, vuelve a casa en busca de venganza, se maquilla y va a seducir a su hermanastro. En medio del acto, Brad recuerda que, cuando todavía era pequeño, Dawn le mordió el dedo, pero no fue su boca lo que lo mordió. Cuando se da cuenta de esto, la vagina de Dawn le arranca el pene. Ella lo suelta en el suelo y el perro de Brad lo come, escupiendo el glande perforado. Dawn lo abandona y este se desangra. 
Dawn huye lejos de casa, pero la rueda de su bicicleta sufre un pinchazo, por lo que comienza a hacer autoestop. Sube al vehículo de un señor (Doyle Carter), pero se queda dormida y viaja durante varias horas, despertando después del anochecer. Cuando ella trata de salir del vehículo, el anciano bloquea varias veces las puertas, este se lame los labios como pidiendo un favor sexual para liberarla; Dawn duda, y luego mira hacia la cámara, y al viejo, con una sonrisa seductora.

## Reparto
- Jess Weixler[1] como Dawn O'Keefe.
- Ava Ryen Plumb como Young Dawn.
- John Hensley como Brad.
- Hunter Ulvog como Young Brad.
- Hale Appleman como Tobey.
- Josh Pais como Dr. Godfrey
- Lenny Von Dohlen como Bill.
- Ashley Springer como Ryan.
- Vivienne Benesch como Kim.
- Julia Garro como Alisha.
- Adam Wagner como Phil.
- Trent Moore como Mr. Vincent

## Crítica
La película recibió según el recopilador de reseñas Rotten Tomatoes un 79% de críticas positivas, basándose en 66 críticas donde la mayoría la definía como "Original, terrorífica y divertida(...)". Metacritic informó que la película tuvo una puntuación de 57 sobre 100, basándose en 22 revisiones. El director artístico de la fundación en el Festival de Cine de Sundance, Mystelle Brabbée, afirmó que era "una de las películas más comentadas en el Festival de Sundance este año". Jess Weixler ganó el Premio Especial del Jurado por Desempeño Dramático, además empató con Tamara Podemski de la película Cuatro Hojas al Viento.